# Fustuarium
Das Fustuarium (von lateinisch fustis = Prügel, Stock) bezeichnet eine in der Armee des Römischen Reiches gebräuchliche Hinrichtungsart, mit der Soldaten bestraft wurden, die des Diebstahles, der groben Pflichtvernachlässigung wie dem Wachvergehen im Feldlager oder auch seltener der Päderastie überführt worden waren. Der Centurio berührte den Verurteilten mit seiner Vitis, und ähnlich wie beim Spießrutenlaufen prügelten Soldaten der eigenen Einheit den Kameraden mit Knüppeln meist zu Tode oder steinigten ihn. In seltenen Fällen ermöglichte man dem Soldaten während der Züchtigung die schändliche Flucht aus dem Lager.
Einheiten, die des Aufruhrs oder der Feigheit für schuldig befunden wurden, erwartete die sogenannte Dezimation, bei der jeder zehnte Soldat der Einheit durch einen Schwertstreich getötet, zumeist aber mit Knütteln erschlagen wurde.